# Treze Clássicos
Os Treze Clássicos (chinês tradicional: 十三經; chinês simplificado: 十三经; pinyin: Shísān Jīng) é um termo para o grupo de treze clássicos da tradição confucionista que se tornaram a base para os exames imperiais durante a dinastia Song e moldaram grande parte da cultura e do pensamento do Leste Asiático. Inclui todos os Quatro Livros e Cinco Clássicos, mas os organiza de forma diferente e inclui o Clássico da Piedade Filial e Erya.

## Lista
Os clássicos são:
- Clássico das Mutações ou I Ching (易經 Yìjīng)
- Livro de Documentos (書經 Shūjīng)
- Clássico da Poesia (詩經 Shījīng)
- Os Três Clássicos Rituais (三禮 Sānlǐ)
  - Ritos de Zhou (周禮 Zhōulǐ)
  - Etiqueta e Ritos (儀禮 Yílǐ)
  - Clássico dos Ritos (禮記 Lǐjì)
- Os Três Comentários sobre os Anais de Primavera e Outono
  - O Comentário de Zuo (左傳 Zuǒzhuàn)
  - O Comentário de Gongyang (公羊傳 Gōngyáng Zhuàn)
  - O Comentário de Guliang (穀梁傳 Gǔliáng Zhuàn)
- Os Analectos (論語 Lúnyǔ)
- Clássico da Piedade Filial (孝經 Xiàojīng)
- Erya (爾雅 Ěryǎ), um dicionário e enciclopédia
- Mêncio (孟子 Mèngzǐ)

## História
A tradição de um grupo definido de "clássicos" na cultura chinesa data pelo menos do Período dos Estados Combatentes, quando o Zhuangzi tem Confúcio dizendo a Laozi "Eu estudei os seis clássicos — as Odes, os Documentos, os Ritos, a Música, as Mutações e os Anais de Primavera e Outono". Essas seis obras já eram consideradas clássicas pelo menos no século III a.C., embora o Clássico da Música não tenha sobrevivido ao caos da unificação Qin da China e tenha sido considerado perdido durante a dinastia Han. Os Cinco Clássicos restantes foram tradicionalmente considerados como tendo sido editados por Confúcio. Registros do final do período Han e dos Três Reinos fazem referência a "sete clássicos", embora não os nomeiem individualmente. Na dinastia Tang, referências a "nove clássicos" eram comuns, embora as nove obras em si variem dependendo da fonte. Os Clássicos da Pedra Kaicheng (833–837) compreendem doze obras (todas as anteriores, exceto o Mêncio). Na época da dinastia Song do Sul, o número e os livros específicos nos "treze clássicos" eram universalmente estabelecidos. Os Treze Clássicos formavam os textos usados nos exames imperiais, e seus mais de 600.000 caracteres, na verdade palavras, geralmente eram exigidos para serem memorizados para passar.